# تارا موریس
تارا موریس (به انگلیسی: Tara Morice) (زاده ۲۳ ژوئن ۱۹۶۴) بازیگر، خواننده و رقصنده استرالیایی است.
از کارهای معروف او می‌توان به بازی در فیلم پوست فلزی اشاره کرد.

## فیلم‌شناسی
فهرست برخی از فیلم‌هایی که تارا موریس در آن‌ها به ایفای نقش پرداخته‌است:
- پوست فلزی(۱۹۹۴)
- مولن روژ!(۲۰۰۱)
- کندی(۲۰۰۶)
- سپتامبر(۲۰۰۷)
- آکادمی رقص(۲۰۱۰)
- پیتر خرگوشه ۲(۲۰۲۱)
- کارمن(۲۰۲۲)